# Miss Paraguay 2023
Miss Paraguay 2023, la 25.ª edición del concurso Miss Paraguay, se llevó a cabo en el Centro Paraguayo Japonés en Asunción (Paraguay) el 23 de septiembre. Esta edición fue la primera en celebrarse desde 2019 y la primera desde el fallecimiento del presidente de la organización, Guillermo Rolón, en julio de 2022.
Al final del evento, Miss Paraguay 2019, Cynthia Florenciani de Central coronó como su sucesora a Milagros Walther de Alto Paraná. Walther representó al país en los concursos Miss Intercontinental 2023 y Reinado Internacional del Café 2024.
El evento fue conducido por Álvaro Mora y Daniela Acosta y emitido por La Tele.

## Resultados
| Posición           | Candidata                        |
| ------------------ | -------------------------------- |
| Miss Paraguay 2023 | - Alto Paraná - Milagros Walther |
| Vicerreina         | - Asunción - Diana Acuña         |
| Primera princesa   | - San Pedro - Ana Chassot        |
| Segunda princesa   | - Boquerón - Alexandra Kroeker   |

## Candidatas
Dieciocho candidatas compitieron por el título.
| Departamento     | Candidata                          | Edad |
| ---------------- | ---------------------------------- | ---- |
| Alto Paraguay    | María Belén Rojas Villar           | 19   |
| Alto Paraná      | Milagros Aramí Walther Mereles     | 21   |
| Amambay          | Kiara Guliana Raggio Rodríguez     | 19   |
| Asunción         | Diana María Acuña Ramírez          | 25   |
| Boquerón         | Alexandra Tatiana Kroeker Penner   | 24   |
| Caaguazú         | Nicole Ayelén Ferreira López       | 20   |
| Caazapá          | Silvia María Marcela Fernández     | 19   |
| Canindeyú        | Ana Loreley Durán Morínigo         | 27   |
| Central          | Alison Ayelén Pabón González       | 20   |
| Concepción       | Liz Aracely Duarte Ramírez         | 19   |
| Cordillera       | Cristina Baéz González             | 18   |
| Guairá           | Patricia Carolina Villalba Peralta | 25   |
| Itapúa           | Noelia Gisselle Duarte Orquiola    | 25   |
| Misiones         | Blanca Liliana Vera Alonso         | 18   |
| Ñeembucú         | Yasmín Elda Espíndola Martínez     | 24   |
| Paraguarí        | Jazmín Teresita Escurra Benítez    | 17   |
| Presidente Hayes | Iris Thais Ramírez Notario         | 22   |
| San Pedro        | Ana Carolina Chassot               | 25   |